# Rätselhafte Fenna
Rätselhafte Fenna (Originaltitel: Second Sight) ist die neunte Folge der zweiten Staffel der US-amerikanischen Science-Fiction-Fernsehserie Star Trek: Deep Space Nine. Sie wurde in den Vereinigten Staaten über Syndication vermarktet und erstmals am 20. November 1993 auf verschiedenen Fernsehsendern ausgestrahlt. In Deutschland war sie zum ersten Mal am 8. September 1994 in einer synchronisierten Fassung auf Sat.1 zu sehen.

## Handlung
Im Jahr 2370 bei Sternzeit 47329.4 findet Benjamin Sisko, Kommandant der Raumstation Deep Space Nine, keine Ruhe, denn es ist der vierte Jahrestag der Schlacht bei Wolf 359, bei der seine Frau Jennifer starb. Da er nicht einschlafen kann, unternimmt er einen Spaziergang. Auf dem Promenadendeck betrachtet er die Sterne, als sich auf einmal eine geheimnisvolle Frau zu ihm gesellt. Sie stellt sich als Fenna vor, doch sie verrät nicht sehr viel über sich, außer dass sie auf Reisen ist, aber noch kein bestimmtes Ziel hat. Sisko ist sogleich von ihr fasziniert und unterhält sich eine Weile mit ihr. Schließlich bietet er an, ihr die Station zu zeigen, doch plötzlich ist sie verschwunden.
Die unerwartete Begegnung mit Fenna hebt Siskos Laune, was am nächsten Morgen auch seinen Kollegen auffällt. Nach einer kurzen Besprechung trifft er sich mit Professor Gideon Seyetik, der mit dem Föderationsraumschiff USS Prometheus eingetroffen ist und ein Experiment durchführen möchte, mit dem er den toten Stern Epsilon 119 wieder zum Leuchten bringen will. Seyetik erweist sich als ein Mann mit einem stark übersteigerten Selbstbewusstsein, aber auch einem enormen Charme. Nach diesem Treffen spaziert Sisko erneut übers Promenadendeck von Deep Space Nine und schaut aus dem Fenster. Da taucht Fenna wieder auf. Sie fragt, ob seine Einladung noch gilt, und Sisko macht schließlich mit ihr den versprochenen Rundgang über die Station. Er endet mit einem grandiosen Ausblick von einem der oberen Pylone. Sisko ist begierig, mehr über Fenna zu erfahren, doch sie blockt seine Fragen ab und bricht hastig auf.
Auch Siskos Sohn Jake bemerkt beim Abendessen, dass sein Vater nur noch an Fenna denken kann. Schließlich bittet Sisko seinen Sicherheitschef Odo, etwas über diese geheimnisvolle Frau herauszufinden. Außer ihrem Namen hat er keinerlei Angaben, die Odo weiterhelfen könnten, doch der verspricht, sein Bestes zu tun. Wissenschaftsoffizierin Jadzia Dax, eine alte Freundin von Sisko, hat ihn zusammen mit Fenna auf dem Promenadendeck gesehen. Sie freut sich für ihn und bietet ihm ein Gespräch an, doch Sisko meint, es wäre noch zu früh, um über Fenna zu reden.
Seyetik lädt Sisko und seine Führungsoffiziere zum Essen auf die Prometheus ein. Nach einer angeregten Konversation stellt er den Gästen seine aktuelle Frau Nidell vor, die das Mahl zubereitet hat. Zur großen Überraschung von Sisko und Dax sieht Nidell exakt so aus wie Fenna. Sisko glaubt, sie würde nur so tun, als ob sie ihn nicht kenne. Als er mit ihr allein ist, spricht er sie an, doch er erfährt, dass sie ihn tatsächlich noch nie gesehen hat und nichts von einer Fenna weiß.
Zurück auf Deep Space Nine teilt Odo Sisko mit, dass er nichts über eine Fenna herausfinden konnte. Nidell kann aber auch nicht die gesuchte Person sein, denn außer Seyetik ist niemand von der Prometheus auf die Station gekommen. Sisko hofft, Fenna auf dem Promenadendeck wiederzusehen, doch dort taucht sie nicht auf. Als er sich schließlich in sein Quartier begibt, erscheint sie dort plötzlich aus dem Nichts. Sisko fragt sie nach Nidell, doch Fenna weiß wiederum von dieser nichts. Sie glaubt aber, dass ihre Reise nun ein Ende hat. Sie war immer auf der Suche nach einem Ort, doch eigentlich war es Sisko, den sie gesucht hat. Sie küsst ihn und löst sich dann einfach auf.
Als die Prometheus zu ihrer Mission aufbricht, beschließt Sisko, gemeinsam mit Dax Professor Seyetik zu begleiten, denn er glaubt, nur hier das Rätsel um Fenna lösen zu können. Im Zwiegespräch erzählt ihm Seyetik, wie er Nidell kennengelernt hat. Sie war die Tochter eines Würdenträgers auf dem Planeten New Halana und hatte sich bei ihrer ersten Begegnung in ihn verliebt. Sie hatte ihren Planeten noch nie verlassen und war begeistert, dass Seyetik ihr das Universum zeigte.
Als die Prometheus Epsilon 119 erreicht, erscheint Fenna wieder in Siskos Quartier. Er ruft sofort Dax, die Fenna scannt und feststellt, dass sie aus reiner Energie besteht. Fenna ist verwirrt und gemeinsam wollen die Drei Nidell aufsuchen. In ihrem Quartier finden sie Seyetik verzweifelt über seine bewusstlose Frau gebeugt vor. Dax stellt fest, dass Nidell einen Schock erlitten hat. Als Seyetik Fenna erblickt, wird er wütend. Er kennt sie, doch er hatte gehofft, sie niemals wiederzusehen. Dax führt sie aus dem Raum und Seyetik erklärt Sisko, dass er keine glückliche Ehe führt. Wie schon bei seinen früheren Frauen hat sich auch bei Nidell ihre anfängliche Liebe zu ihm in Abneigung verwandelt. Im Gegensatz zu den anderen kann sie ihn aber nicht einfach verlassen, denn Halananer gehen nur lebenslange Beziehungen ein. Die telepathischen Fähigkeiten dieses Volks erlauben es, bei sehr starken Emotionen Projektionen aus Energie zu erzeugen. Fenna ist eine solche Projektion, die dem unbewussten Geist von Nidell entspringt.
Als Sisko Fenna die Situation erklärt, wird der Start eines Shuttles bemerkt. Seyetik ist eigenmächtig aufgebrochen, um in den toten Stern zu fliegen. Er will dessen Neuentfachung mit der Rettung von Nidell verbinden, denn durch seinen Tod wird sie aus der Verbindung mit ihm erlöst und ist endlich frei, sie neu zu entfalten. Seyetik lässt sich nicht umstimmen und mit den letzten Worten „Es werde Licht“ stürzt er in den Stern. Wie von ihm erwartet werden die Fusionsprozesse des Stern wieder in Gang gesetzt und er beginnt, wieder zu leuchten. Fenna verschwindet nun für immer und Nidell erholt sich vollständig. Sie dankt Sisko und möchte von ihm mehr über Fenna erfahren, bevor sie auf ihren Heimatplaneten zurückkehrt, wo sie den Rest ihres Lebens verbringen will.

## Verbindungen zu anderen Star-Trek-Produktionen
Die Folge spielt am vierten Jahrestag der Schlacht bei Wolf 359. Diese im Star-Trek-Franchise sehr bedeutende Schlacht gegen die Borg spielte eine zentrale Rolle in der Doppelfolge 3.26/4.01 (In den Händen der Borg / Angriffsziel Erde) von Raumschiff Enterprise – Das nächste Jahrhundert sowie für die Vorgeschichte von Benjamin Sisko, die im Pilotfilm Der Abgesandte von Star Trek: Deep Space Nine gezeigt wird.
Genau wie Lwaxana Troi in Folge 1.23 (Persönlichkeiten) von Star Trek: Deep Space Nine schlägt Fenna den oberen Pylon von Deep Space Nine als idealen Ort für ein Picknick vor.

## Produktion

### Drehbuch
Im ursprünglichen Drehbuchentwurf von Mark Gehred-O’Connell sollte eigentlich Julian Bashir im Mittelpunkt stehen. Michael Piller wollte daraus aber eine Geschichte um Benjamin Sisko machen und änderte auch den Ton weg von einer Abenteuer-/Krimi-Geschichte hin zu einer Romanze. Der Grund hierfür war, dass Piller fand, dass Sisko bislang als zu unnahbar dargestellt worden war.
Die Figur Gideon Seyetik ist dem Filmregisseur John Huston nachempfunden.

### Kulissen
Obwohl für die Räumlichkeiten auf der Prometheus Kulissen aus der Schwesterserie Raumschiff Enterprise – Das nächste Jahrhundert hätten wiederverwendet werden können, wurden alle Sets vollständig neu gebaut.

## Rezeption
Mit 6,2 von 10 möglichen Punkten (Stand 2019) ist Rätselhafte Fenna die in der Internet Movie Database am achtschlechtesten bewertete Folge von Star Trek: Deep Space Nine.
Keith DeCandido bewertete Rätselhafte Fenna 2013 auf tor.com als eine eher schlechte Folge von Star Trek: Deep Space Nine. Er fand, dass sowohl Richard Kiley als auch Salli Elise Richardson ihre Rollen wirklich gut spielen und auch die Anziehung zwischen Sisko und Fenna gut funktioniert. Die Folge als Ganzes fand DeCandido aber eher vergessenswert. Sie fühlte sich für ihn eher wie eine Folge von Raumschiff Enterprise – Das nächste Jahrhundert an und hätte in diese Serie vielleicht sogar besser gepasst. Als seltsam empfand er außerdem die weitgehende Abwesenheit der Besatzung der Prometheus.